# Tangara nigroviridis
La tangara de lentejuelas (Tangara nigroviridis), también denominada tángara mariposa (en Venezuela), tangará berilina o berlina (en Colombia), tangara estrellada (en Ecuador) o tangara lentejuelada (en Perú), es una especie de ave paseriforme de la familia Thraupidae, perteneciente al  numeroso género Tangara. Es nativa de regiones montañosas y andinas del noroeste y oeste de América del Sur.

## Distribución y hábitat
Se distribuye desde la cordillera de la Costa del norte de Venezuela, en la Serranía del Perijá, y a lo largo de la cordillera de los Andes desde el oeste de Venezuela, por las tres cadenas andinas de Colombia, ambas pendientes de Ecuador, norte y este de Perú, hasta el oeste de Bolivia (oeste de Santa Cruz).
Esta especie es considerada común en sus hábitats naturales: los bosques húmedos montanos y sus bordes, principalmente entre los 1500 y 2500m de altitud.

## Sistemática

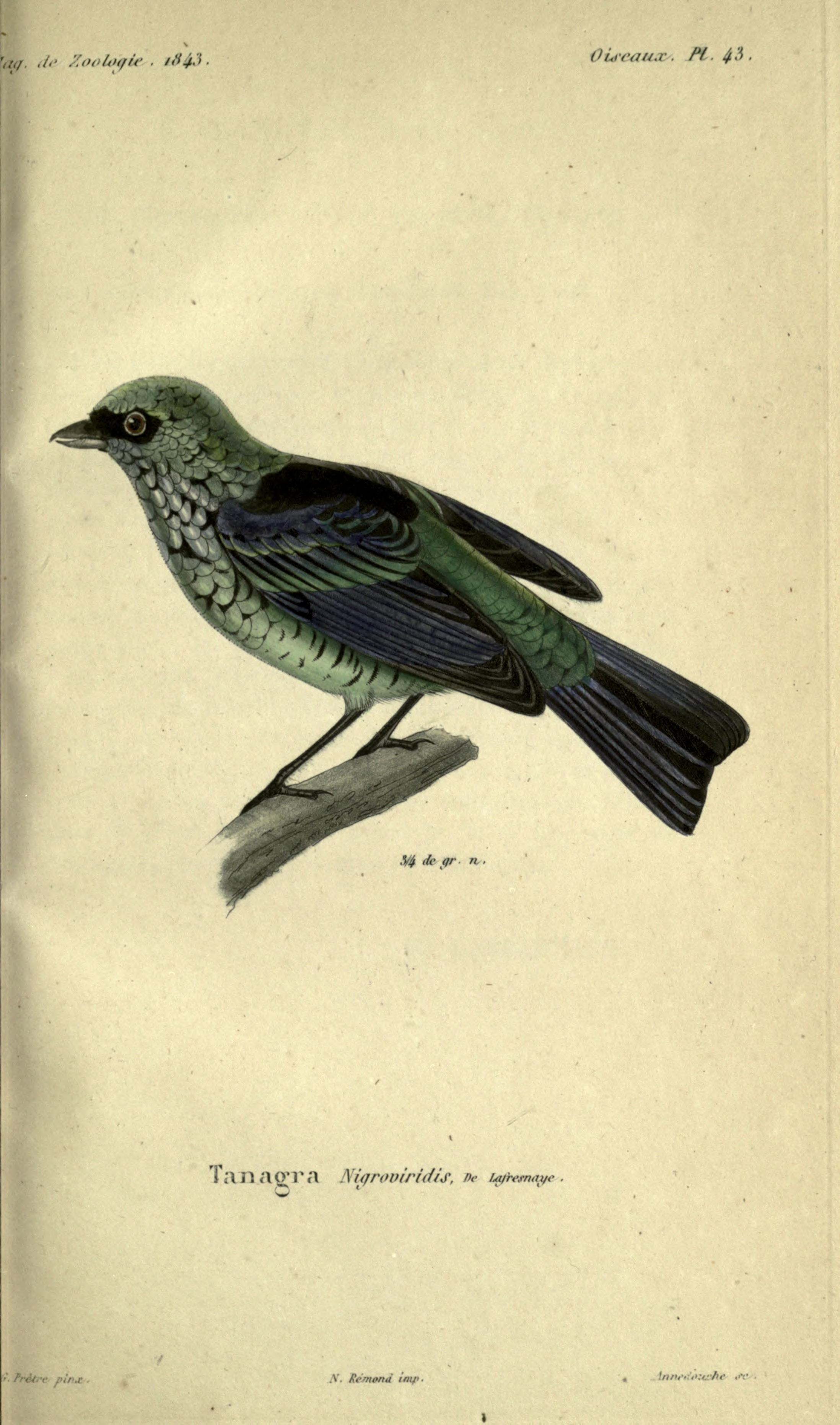
Tanagra nigroviridis, ilustración en Magasin de zoologie, 1843.

### Descripción original
La especie T. nigroviridis fue descrita por primera vez por el ornitólogo francés Frédéric de Lafresnaye en 1843 bajo el nombre científico Tanagra nigro viridis; su localidad tipo es: «Bogotá».

### Etimología
El nombre genérico femenino Tangara deriva de la palabra en el idioma tupí «tangará», que significa «bailarín» y era utilizado originalmente para designar una variedad de aves de colorido brillante; y el nombre de la especie «nigroviridis» se compone de las palabras del latín  «niger»: negro, y «viridis»: verde.

### Taxonomía
Los amplios estudios filogenéticos recientes demuestran que la presente especie es hermana del par formado por Tangara fucosa y T. dowii.

### Subespecies
Según las clasificaciones del Congreso Ornitológico Internacional (IOC) y Clements Checklist/eBird v.2019 se reconocen cuatro subespecies, con su correspondiente distribución geográfica:
- Tangara nigroviridis cyanescens (P.L. Sclater), 1857 – Andes de Colombia hasta el norte de Venezuela y oeste de Ecuador.
- Tangara nigroviridis nigroviridis (Lafresnaye), 1843 – pendiente oriental de los Andes orientales de Colombia y este de Ecuador.
- Tangara nigroviridis lozanoana Aveledo & Pérez Chinchilla, 1994 – montañas de Venezuela (Táchira, Mérida, Zulia y Lara).
- Tangara nigroviridis berlepschi (Taczanowski), 1884 – Andes del este de Perú hasta el noroeste de Bolivia (La Paz y Cochabamba).

La forma descrita consobrina se considera sinónimo de cyanescens.
Tangara nigroviridis lozanoana Bol.Soc.Venez.Cienc.Nat. 44 p.251